# 解冻 (小说)
《解冻》（俄语：Оттепель）是苏联作家伊利亚·爱伦堡的一篇短篇小说。1954年春发表在文学杂志《新世界》上。
此小说的三个主要角色分別為专横的工厂管理人伊凡·瓦西里耶维奇·菇拉甫辽夫、画家弗拉基米尔·安德烈耶维奇·普霍夫，以及艺术家萨布罗夫。这部小说抨击官僚主义、宣扬人道主义，反应了斯大林病逝、赫鲁晓夫上台以后苏联社会的自由化氛围。这部小说的出版获得巨大成功，第一版单日就售出了全部的45,000册。赫鲁晓夫时代的政治、文化解放现象，也因这部小说的名字而被称作“赫鲁晓夫解冻”。
在文化大革命期间，中国共产党对这部小说进行猛烈抨击，说它是“毒草小说”。文革结束后，钱诚将此书翻译为中文，于1982年在中国大陆出版。